# Никольское (Воскресенский район)
Нико́льское — деревня в Воскресенском муниципальном районе Московской области. Входит в состав сельского поселения Ашитковское. Население — 69 чел. (2010).

## География
Деревня Никольское расположена в восточной части Воскресенского района, примерно в 10 км к северу от города Воскресенск. Высота над уровнем моря 128 м. В 1 км к востоку от деревни протекает река Сушенка. В деревне 3 улицы — Лесная, Магистральная и Сургутская. Ближайший населённый пункт — деревня Чечевилово.

## История
В 1926 году деревня входила в Чечевиловский сельсовет Усмерской волости Бронницкого уезда Московской губернии.
С 1929 года — населённый пункт в составе Ашитковского района Коломенского округа Московской области, с 1930-го, в связи с упразднением округа и переименованием района, — в составе Виноградовского района Московской области. В 1957 году, после того как был упразднён Виноградовский район, деревня была передана в Воскресенский район.
До муниципальной реформы 2006 года Никольское входило в состав Конобеевского сельского округа Воскресенского района.

## Население
В 1926 году в деревне проживало 228 человек (99 мужчин, 129 женщин), насчитывалось 46 хозяйств, из которых 45 было крестьянских. По переписи 2002 года — 86 человек (45 мужчин, 41 женщина).
| 1926 | 2002 | 2010 |
| ---- | ---- | ---- |
| 228  | ↘86  | ↘69  |